# 月城ルネ
月城 ルネ（つきしろ るね、1988年11月4日 - ）は、日本のAV女優。ティーパワーズ所属。

## 略歴・人物
趣味はショッピング。
2011年6月にプレステージからAVデビュー。2012年からMOODYZの専属女優となっている。

## 出演作品

### アダルトビデオ
2011年
- 絶対的美少女、お貸しします。 ACT.06（6月1日、プレステージ）
- New Comer（6月10日、マックス・エー）
- むっちりボディ敏感性女（7月8日、マックス・エー）
- 巨乳痴女医の癒らしぃ治療法（8月2日、プレステージ）
- MAX GIRLS 41（8月12日、マックス・エー）共演:小倉奈々、優木まみ、あやの沙希、秋元まゆ花、藤月ちはる、葵なつ
- ショートヘア美少女としたいハレンチ性交（9月9日、マックス・エー）
- WATER POLE 07（10月11日、プレステージ）
- MAX GIRLS 42（8月12日、マックス・エー）共演:小倉奈々、水沢杏香、秋元まゆ花、あやの沙希、葵なつ、瀬名一花
- 従順ペット候補生 #012（11月22日、プレステージ）
- おかげさまで10周年!! プレステージ専属女優、お貸しします。（12月1日、プレステージ）共演:明日花キララ、加藤リナ、川島れい、沙藤ユリ、上原瑞穂、朱音ゆい、有紀かな、水谷心音
- やりたい放題 19（12月13日、プレステージ）

2012年
- 1日10回射精しても止まらないオーガズムSEX（4月1日、MOODYZ）
- 月城ルネの宅配ソープ（5月1日、MOODYZ）
- エロカシコい家庭教師（6月1日、MOODYZ）
- 専属女優BEST 8時間（6月12日、プレステージ）未公開映像を含む総集編

## テレビ出演
- ビ〜チ9（2011年7月、テレビ埼玉） - マンスリーゲスト
- おとなのびっくりは～いすくーる（2011年9月、日本海テレビ） - マンスリーゲスト
- 桃のささやき（MONDO TV）